# Girolamo Casanate
Girolamo Casanate (né le 13 février 1620 de parents espagnols, à Naples en Campanie (Italie) alors dans le royaume de Naples et mort le 3 mars 1700 à Rome) est un cardinal italien du XVIIe siècle.

## Biographie
Girolamo Casanate étudie à l'université de Naples. Il est gouverneur de Sabina, de Fabriano, de Camerino et d'Ancône, inquisiteur à Malte du 23 avril 1634 au 13 avril 1639 et exerce plusieurs fonctions au sein de la Curie romaine, notamment à la Congrégation du Concile, comme référendaire au tribunal suprême de la Signature apostolique, à la Congrégation des rites, à la Congrégation pour la Propaganda Fide, à la Congrégation de l'Inquisition et à la Congrégation pour les évêques.
Le pape Clément X le crée cardinal lors du consistoire du 12 juin 1673. Le cardinal Casanate est bibliothécaire du Vatican à partir de 1693 et préfet de la Congrégation de l'Index. Il est le fondateur de la Biblioteca Casanetense. 
Casanate participe au conclave de 1676, lors duquel Innocent XI est élu pape, et aux conclaves de 1689 (élection d'Alexandre VIII et de 1691 (élection d'Innocent XII).

## Sources
- Fiche du cardinal sur le site fiu.edu